# Le opportunità che ho perso
Le opportunità che ho perso è un singolo del gruppo musicale italiano The Sun, terzo estratto dell'album Cuore aperto. La canzone sarà inclusa nella raccolta 20.

## Descrizione
Il brano parla delle scelte che si è chiamati a fare nella propria vita, della responsabilità che queste hanno e della consapevolezza dei propri errori.

## Tracce
Testi di Francesco Lorenzi, musiche di Francesco Lorenzi, Maurizio Baggio.
1. Le opportunità che ho perso – 3:51

## Video musicale
Un videoclip del brano è stato pubblicato insieme all'uscita del singolo. Il video, diretto da Marco Donazzan e Michele Rebesco, è stato girato nel deserto del Negev.

## Formazione
Formazione come da libretto.
- Francesco "The President" Lorenzi – voce, chitarra elettrica
- Gianluca "Boston" Menegozzo – chitarra solista, cori
- Matteo "Lemma" Reghelin – basso, cori
- Riccardo "Trash" Rossi – batteria